# Amblystegium noterophilum
Amblystegium noterophilum là một loài rêu trong họ Amblystegiaceae. Loài này được Sull. & Lesq. ex Sull. Holz. mô tả khoa học đầu tiên năm 1895.